# Karl Leisner
Karl Leisner (Rees, 28 februari 1915 – Krailling, 12 augustus 1945) was een Duits rooms-katholiek priester die overleed aan de gevolgen van tuberculose na zijn gevangenschap in de Tweede Wereldoorlog in concentratiekamp Dachau. In 1996 werd hij als martelaar door paus Johannes Paulus II zalig verklaard.
Leisner groeide op in Kleve en was student theologie aan de universiteit van Münster. Hij organiseerde kampen voor de jeugd, naar voorbeeld van de katholieke jeugdbeweging, en was in 1934 door bisschop Von Galen benoemd tot diocesane jeugdgroepsleider. Dergelijke kampen waren in Duitsland na 1934 inhoudelijk beperkt behalve als ze georganiseerd werden vanuit de NSDAP. Leisner organiseerde ze daarom in de Benelux-landen, onder meer met hulp van de Liefdezusters van de Heilige Carolus Borromeus van klooster Mariëndaal in het Nederlandse Groesbeek. Ook organiseerde hij misbezoeken voor arbeiders binnen de Reichsarbeitsdienst. Op 25 maart 1939 werd hij door Von Galen tot diaken gewijd. 
Tijdens een verblijf in een sanatorium in St. Blasien, omdat hij aan tuberculose leed, hoorde een andere patiënt hem kritiek uiten op Adolf Hitler. De Gestapo arresteerde hem op 9 november 1939 als politieke gevangene, een dag na een mislukte aanslag op Hitler in München. Hij zat eerst in twee gevangenissen en kwam vervolgens in concentratiekamp Sachsenhausen en werd eind 1941 naar Dachau overgeplaatst waar een speciale afdeling voor geestelijken was. Op 17 december 1944, Gaudete, werd hij door de Franse bisschop van Clermont Gabriel Piguet tot priester gewijd. Het benodigde papierwerk was hiervoor het concentratiekamp binnengesmokkeld. Leisner maakte vanwege zijn ziekte als priester maar één mis mee. Na de bevrijding van Dachau werd hij naar een sanatorium overgebracht waar hij een paar maanden later overleed.
Leisner werd begraven in Kleve en in 1966 werden zijn overblijfselen bijgezet in de dom van Xanten. Hij werd in 1996 samen met Bernhard Lichtenberg door Paus Johannes Paulus II tot martelaar en zalige verklaard. Zijn gedachtenis valt op 12 augustus.

## Resultaten van onderzoek naar ontmoetingen met Titus Brandsma
In februari 2022 werden de resultaten van een onderzoek bekendgemaakt waarin duidelijk werd dat Leisner en zijn ouders de heilig verklaarde Nederlandse pater karmeliet en hoogleraar Titus Brandsma hebben ontmoet.
- In maart 1939 volgde Leisner, met twee subdiakens, een cursus aan de toenmalige Katholieke Universiteit Nijmegen waarin hoogstwaarschijnlijk Brandsma een college  'het nationaal socialisme wijsgerig bezien'  gaf. Leisner maakte in zijn dagboek aantekeningen over  'Pr. B.' .
- Tijdens zijn gevangenschap in Kleef kreeg Brandsma bezoek van de ouders van Leisner.
- Tijdens zijn verblijf in Dachau heeft Leisner in 1942 twee brieven geschreven waarin hij de geadresseerden de groeten van Brandsma overbrengt.
- In augustus 1942 schrijft Leisner vanuit Dachau aan zijn familie in Kleef een brief waarin hij het overlijden van Brandsma bevestigt.

- Bibliothèque nationale de France: cb14442537f (data)
- Gemeinsame Normdatei: 118571389
- International Standard Name Identifier: 0000 0000 7101 3547
- Library of Congress Control Number: n97079863
- Nationale Bibliotheek van Tsjechië: ola2007365001
- Nationale Bibliotheek van Israël: 987007296070405171
- Nationale Bibliotheek van Polen: a0000002410481
- Nederlandse Thesaurus van Auteursnamen: 106427563
- Système universitaire de documentation: 085263079
- Virtual International Authority File: 15561642
- WorldCat: E39PBJjmP4ypp76gfKtPK8vWDq